# Блауэнштайнер, Леопольд
Леопольд Блауэнштайнер (16 января 1880 года —  19 февраля 1947 года) — австрийский художник.

## Биография
Леопольд Блауэнштайнер родился 16 января 1880 года в Вене. Будущий художник был сыном Леопольда Блауэнштайнера (Leopold Blauensteiner) и его супруги Иоганны Тоскано дель Баннер (Johanna Toscano del Banner). Отец умер вскоре после рождения мальчика, мать скончалась через семь лет. Оставшийся без родителей, Леопольд Блауэнштайнер учился в гимназии  Мелька (Melk); будучи школьником, он работал над восстановлением местной приходской церкви.
После окончания школы Леопольд один год служил в армии. Рисование он начал изучать в Вене (Vienna), в Академии изобразительных искусств  (Academy of Fine Arts);  его учебой руководил профессор Кристиан Грипенкерль (Christian Griepenkerl). Некоторое время Блауэнштайнер постигал различные аспекты истории искусств, брал частные уроки у Альфреда Роллера  (Alfred Roller). Альфред Роллер был также известен, как издатель журнала 'Ver Sacrum'  – одного из важнейших печатных органов, так называемого Венского сецессиона (Vienna Secession), объединения местных художников. В 1903-1904 годах в журнале публиковались цветные ксилографии Леопольда; так художник впервые представлял общественности свое творчество.

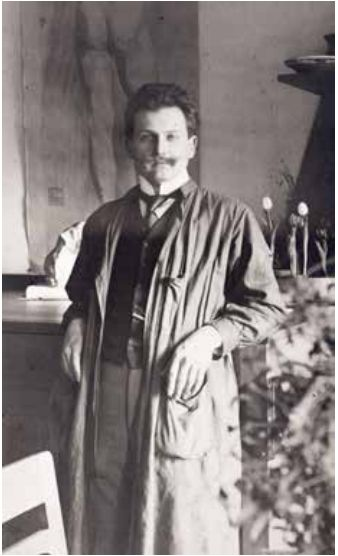
Леопольд Блауэнштайнер в свой мастерской. Около 1902 г.

В 1904 году Блауэнштайнер женился на Фридерике Бергер (Friderika Berger);  у них было трое сыновей. В 1908 году Леопольд трудился в рамках проекта 'Kunstschau Wien 1908'; потом ему не раз удавалось сыграть важнейшую роль в деятельности местных художественных организаций.
Во время Первой Мировой войны Блауэнштайнер воевал в уланском полку; оставил службу в 1916 году в чине лейтенанта.
В 1924 году Леопольд вошел в состав группы 'Die Hand'; свои работы художники  выставляли в Вене. Позже Блауэнштайнер купил себе дом в Мельке; там он оборудовал  художественную студию. В 1927 году Леопольд получил Австрийскую Государственную Премию; через два года картина 'Funeralien' принесла ему стипендию на годичное обучение в Италии. Там художник задержался до 1930-го; вернувшись затем в Австрию. В 1932-м Блауэнштайнер получил еще одну государственную премию и звание профессора.
В 1933 году художник вступил в Австрийскую национал-социалистической партию; вскоре, однако, она была запрещена на территории Австрии, и Леопольд примкнул к Народному фронту (Popular Front).
В 1937 году Блауэнштайнер стал президентом Ассоциации художников Вены (Association of Vienna Artists) и Постоянного представительства австрийских художников (Permanent Delegation of Austrian Artists). В 1941 году он возглавил венский 'Künstlerhaus'.
В 1939 году Леопольд снова примкнул к нацистам; его назначили директором Палаты изящных искусств Рейха (Reichskammer der bildenden Künste), работавшей в Вене. Надолго на этом посту Блауэнштайнер не задержался; вскоре его сместили, чуть позже вернув титул почетного директора. В 1944 году Леопольд сумел остановить работы по превращению 'Künstlerhaus' в авиационный завод; он активно противодействовал уничтожению произведений 'загнивающего искусства' – приговоренные картины Блауэнштайнер прятал в старой шахте.
После войны художник предстал перед судом – советские войска в Австрии заподозрили художника в пособничестве оккупантам. На суде Леопольд сумел развеять все подозрения и был освобожден. Скончался Блауэнштайнер в 1947 году в Вене от сердечной недостаточности.

## Работы
К основным работам художника относятся: "Funeral Rites at Melk Abbey" ("Погребальные обряды в аббатстве Мельк"), Der tote Sohn, Die Strecke,  Symphonie in Blau ("Симфония в голубом"), семейные фотографии и пейзажи. Еще до Второй Мировой Войны часть его работ была продана. Из поездок в  Италию, Далмацию, Лотарингию и Германию художник привез много своих работ, среди них — пейзажи. Блауэнштайнер участвовал в международных художественных выставках в Праге, Дрездене, Берлине и других городах.
Блауэнштайнер работал в основном как художник, но среди его работ много проектов декоративных решеток, фонарей и тому подобных вещей.
Большая часть картин художника находится в частной собственности, в художественной галерее в Берне,  в Австрийской галерее Бельведер, в галерее Альбертина, музее университета прикладных искусств в Вене, Венской Ратуше, музее Леопольда в Вене и Музее Орсе в Париже.

## Галерея

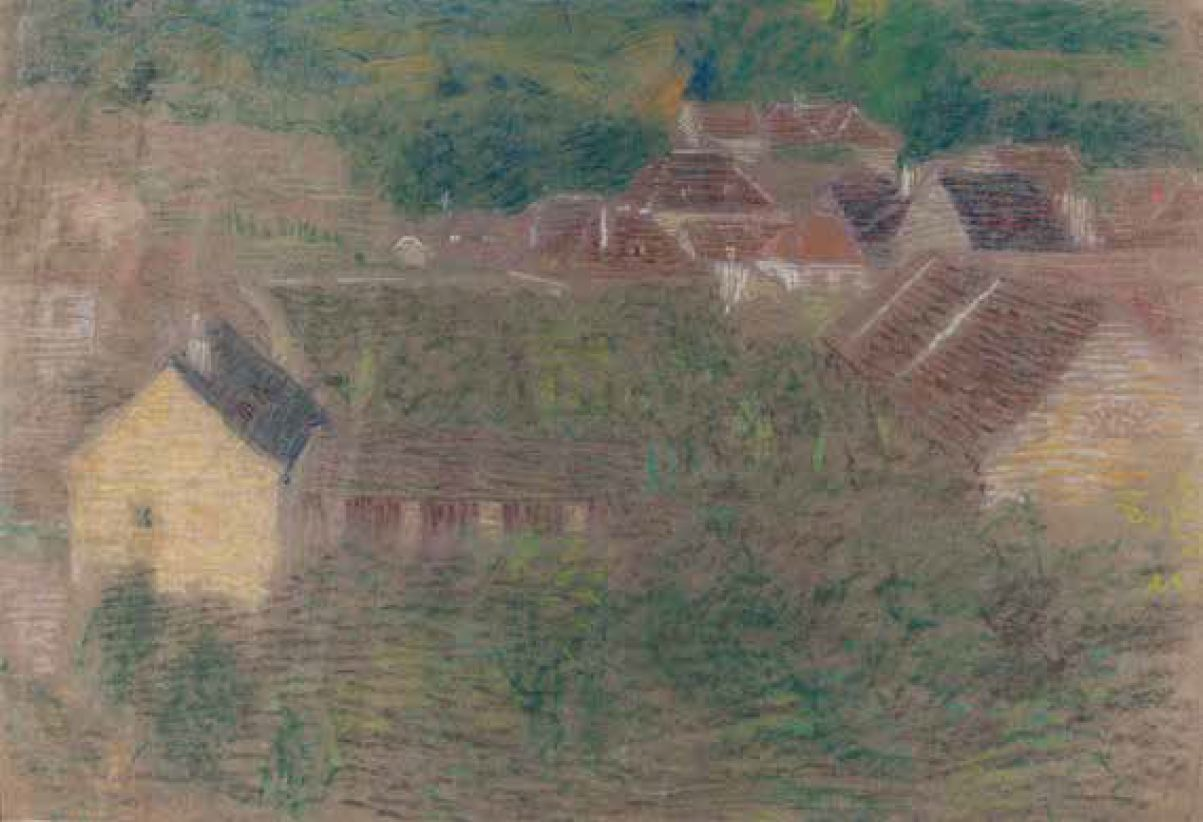
Леопольд Блауэнштайнер. Дорф
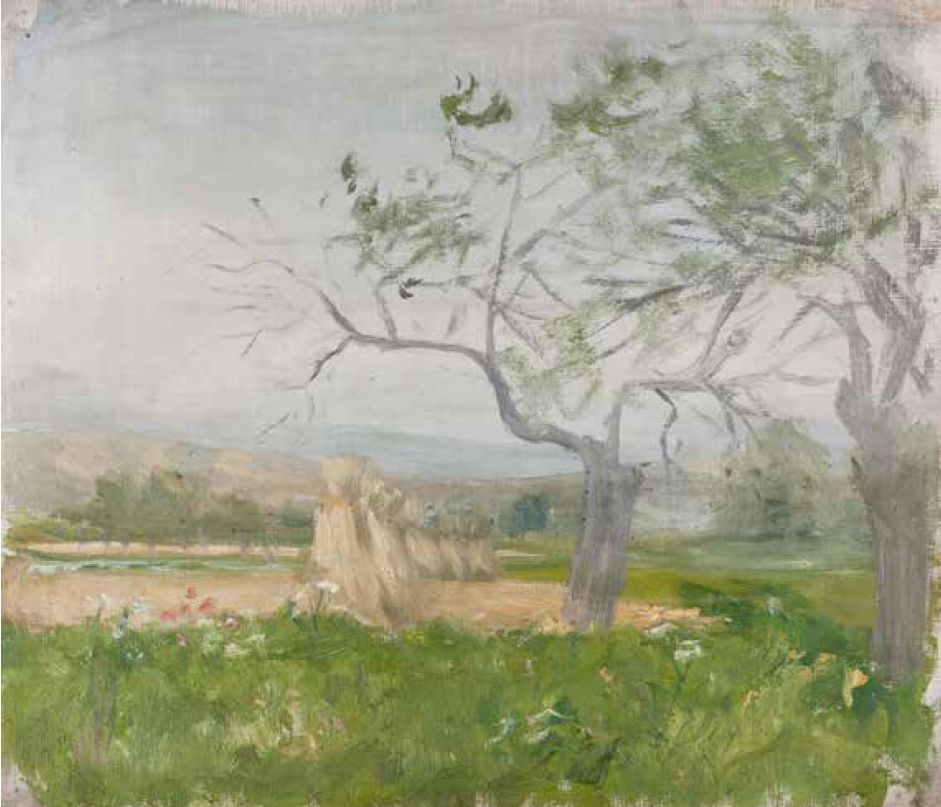
Пейзаж
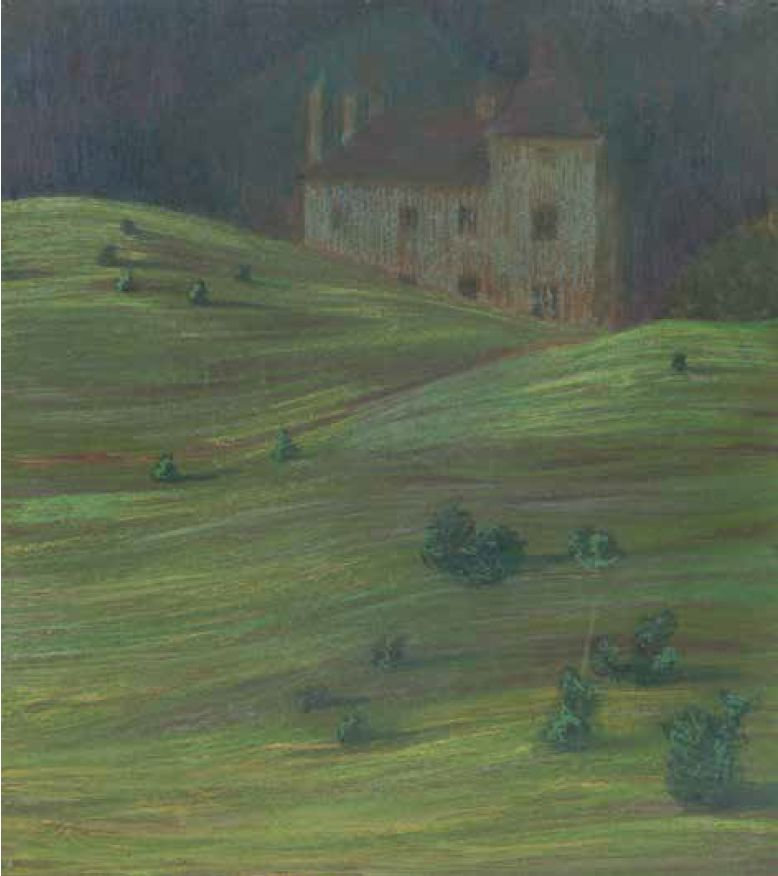
Школа
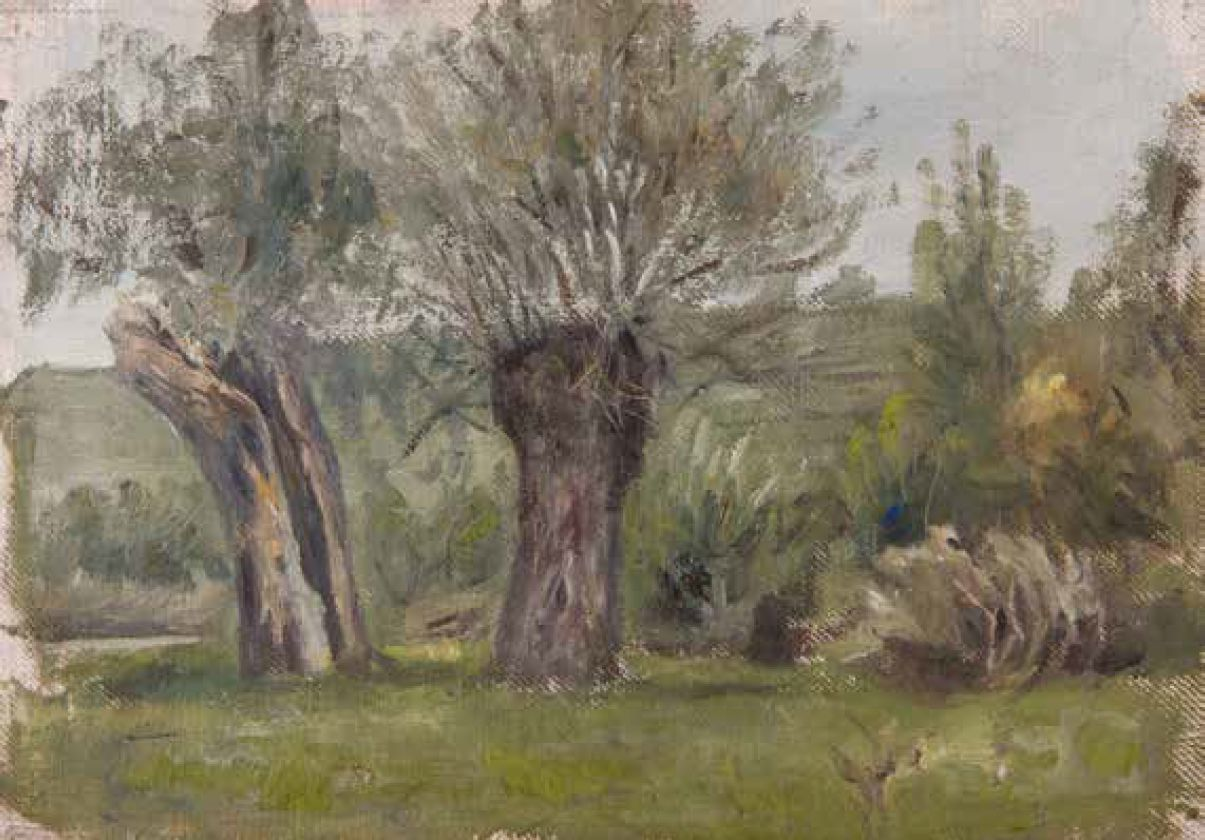
Вейден
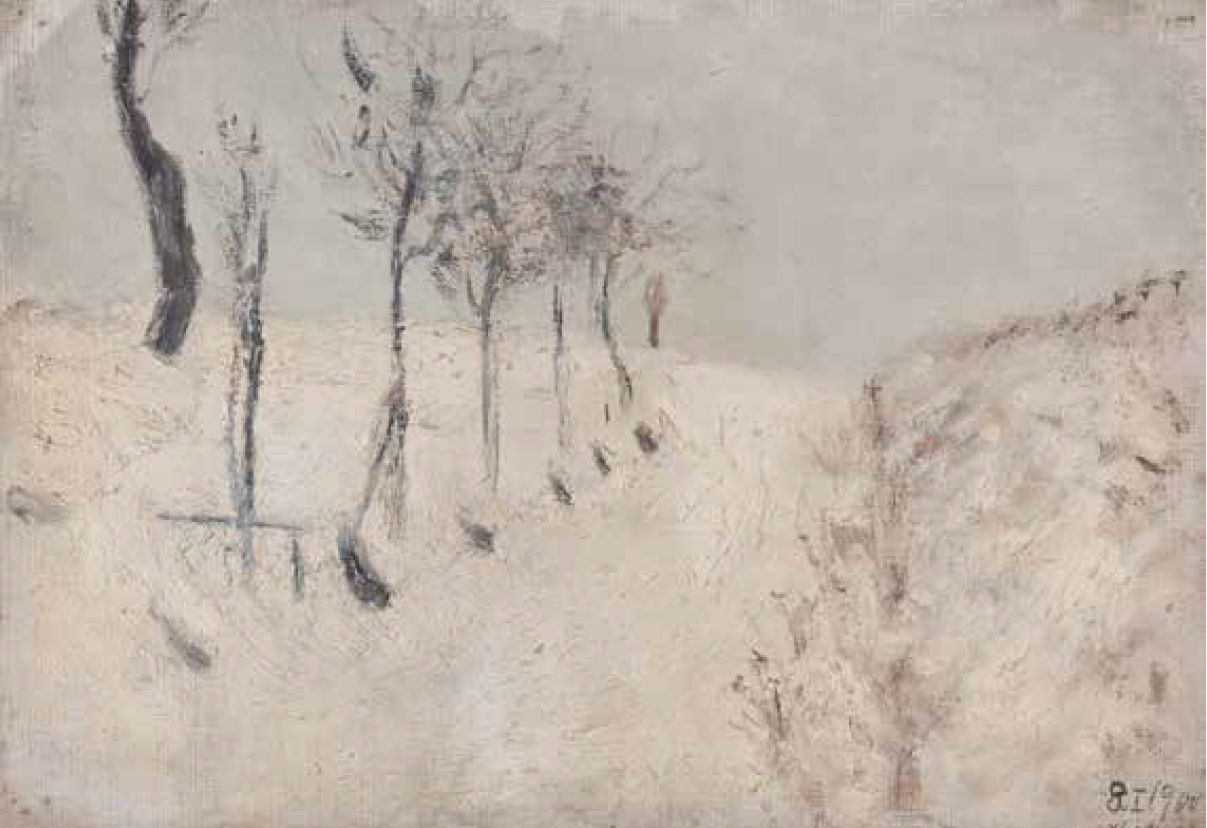
Заснеженная улица